# Hämeenkyrö
Hämeenkyrö (szw. Tavastkyro) – gmina w Finlandii, położona w południowo-zachodniej części kraju, należąca do regionu Pirkanmaa.